# Agnes Obel
Agnes Caroline Thaarup Obel (em dinamarquês: Agnes Caroline Thaarup Obel; nascida em Gentofte, Dinamarca, em 28 de outubro de 1980) é uma cantora, compositora, musicista e produtora musicaldinamarquesa. Seu primeiro álbum, Philharmonics, foi lançado pela PIAS Recordings em 4 de outubro de 2010 na Dinamarca, Noruega, Alemanha e outros países europeus. Desde fevereiro de 2011, Philharmonics é certificado ouro.

## Biografia
Agnes Obel nasceu em 1980. Vivendo em Copenhague, e oriunda de uma família de músicos, aprendeu a tocar piano muito cedo. A sua mãe costumava tocar Bartók e Chopin no piano. Durante sua infância, encontrou inspiração na obra de Jan Johansson. As canções de Johansson, melodias folk europeias elaboradas num estilo de jazz, influenciaram muito a jovem musicista.
Frequentou o colégio no Det frie Gymnasium e o curso superior na Universidade de Roskilde.
Aos sete anos, tocou numa pequena banda, onde habitualmente cantava e tocava baixo. O grupo apresentou-se num festival, e gravou alguns títulos.
Mais tarde, com a ajuda do músico e produtor dinamarquês Elton Theander, Obel fundou a banda Sohio, em Copenhague. Após dois anos de colaboração, debutou como cantora solo, com o seu primeiro álbum, Philharmonics (2010).
O segundo álbum de Agnes Obel, Aventine, foi lançado em 2013 pela PIAS Recordings. O álbum teve críticas positivas de muitos músicos e foi sucesso comercial, ficando no top 40 das paradas em nove países.
Agnes Obel compõe, toca, canta, grava e produz todas as suas obras.
Ela é influenciada por artistas como Roy Orbison, Joni Mitchell, PJ Harvey, e também pelos compositores franceses Claude Debussy, Maurice Ravel e Érik Satie.
Agnes Obel vive atualmente em Berlim.

## Discografia
- Philharmonics (2010)
- Aventine (2013)
- Citizen of Glass (2016)
- Myopia (2020)